# Carenagem

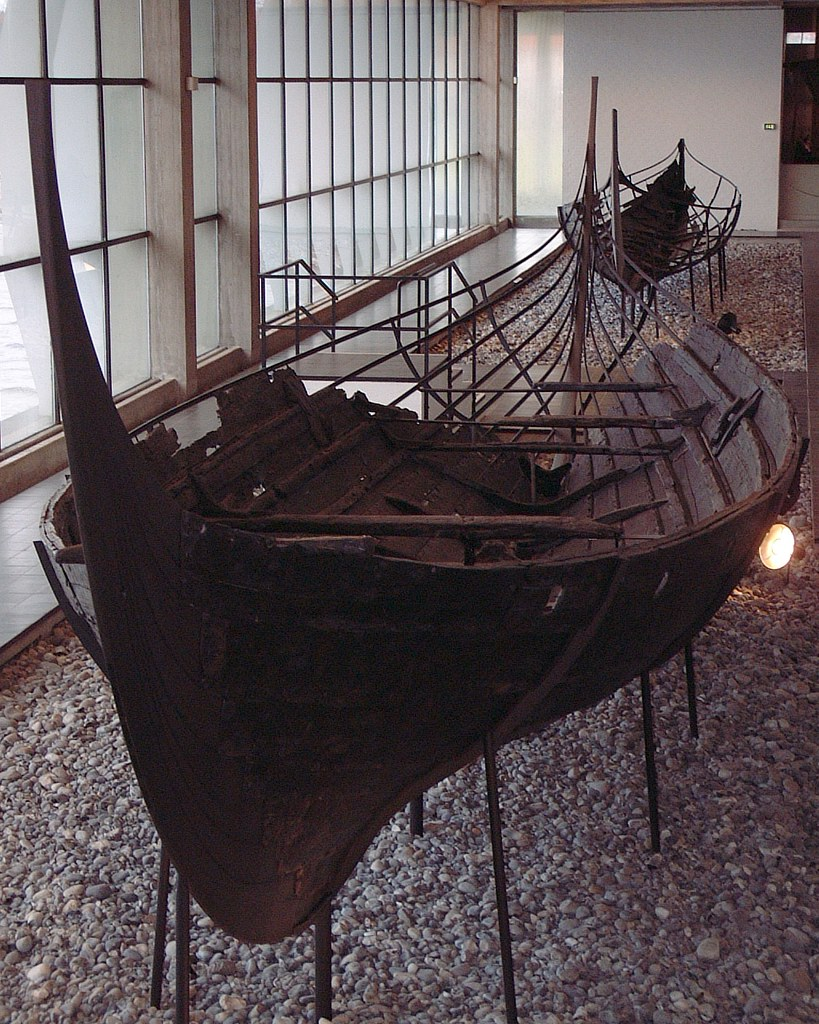
Um knorr de Roskilde.

Carenagem vem do latim carina ou carena e se refere ao formato de peito de pássaros voadores que se dava ao casco de embarcações para aumentar sua velocidade de movimentação na água, minimizando a resistência (arrasto) ao seu avanço neste meio.
Até fins do século XIX, usava-se a expressão "carenar uma embarcação" (virar a embarcação de lado, de modo a expor a quilha) para proceder à manutenção do casco, que agora é feita em diques secos.
Na era moderna, carenagem designa a carcaça que cobre a estrutura de veículos que se movem em um meio fluido tanto no mar como em terra e no ar, como lanchas, aerobarcos, automóveis, aeronaves (e seus motores) e, inclusive, motocicletas.

## Objetivos da carenagem

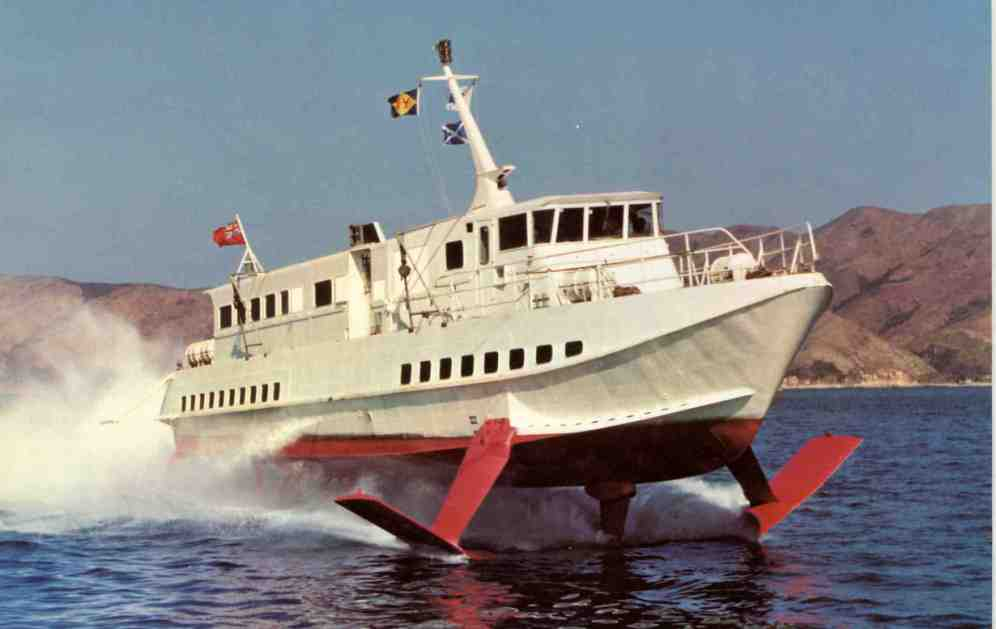
Um hidrofólio com casco suspenso.

A carenagem tem como principal função otimizar a performance de deslocamento rápido do veículo no meio fluido e, para isso, o seu design prioriza a aerodinâmica ou a hidrodinâmica para reduzir o arraste provocado pelo móvel.
O crescente aumento de velocidade, no entanto, faz com que o casco de um barco se torne um empecilho ao deslocamento veloz da embarcação em alguns casos; assim, surgiram barcaças que suspendem sua carenagem acima da linha d'água a velocidades mais altas.

## Carenagem de carros de corrida

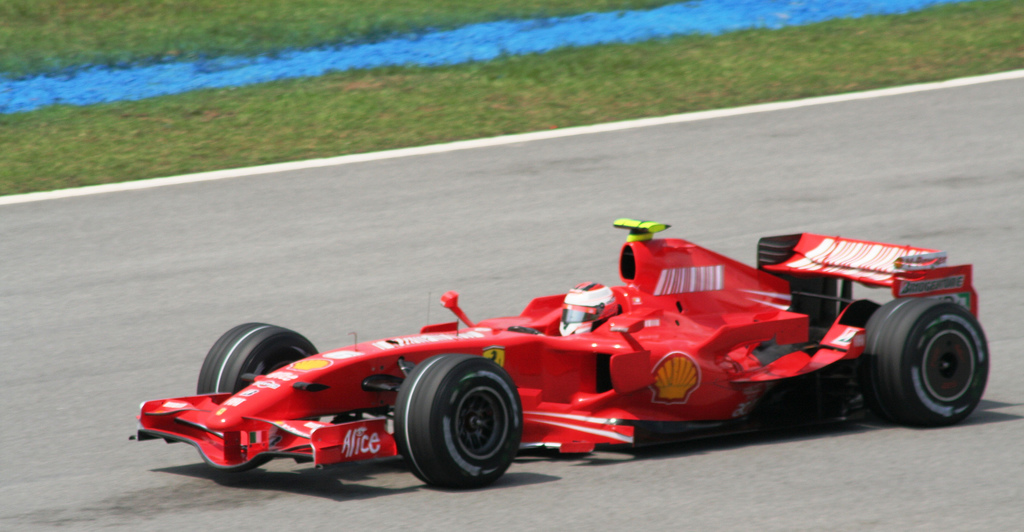
Um carro de corrida Fórmula 1 com carenagem + spoilers na dianteira e na traseira.

Os carros de corrida contam também com spoiler, além de uma carenagem aerodinâmica penetrante, assemelhando-se assim aos hidrofólios, mas enquanto hidrofólios navegam com a carenagem completamente fora da linha d'água suspensos pelos spoilers, os carros de corrida correm com os spoilers forçando o carro contra o solo.
A carenagem superior tende a fazer o carro "levantar vôo". Nos anos 70 os carros de corrida contavam uma carenagem inferior que contribuía com um efeito aerodinâmico conhecido como "efeito solo" para manter o carro grudado ao solo. O ganho de velocidade assim obtido também aumentava o número de acidentes fatais, e o "efeito solo" foi proibido, ficando apenas o spoiler.

## Carenagem de aerobarcos

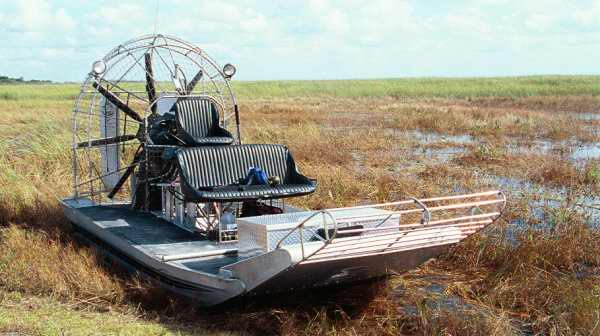
Um aerobarco.

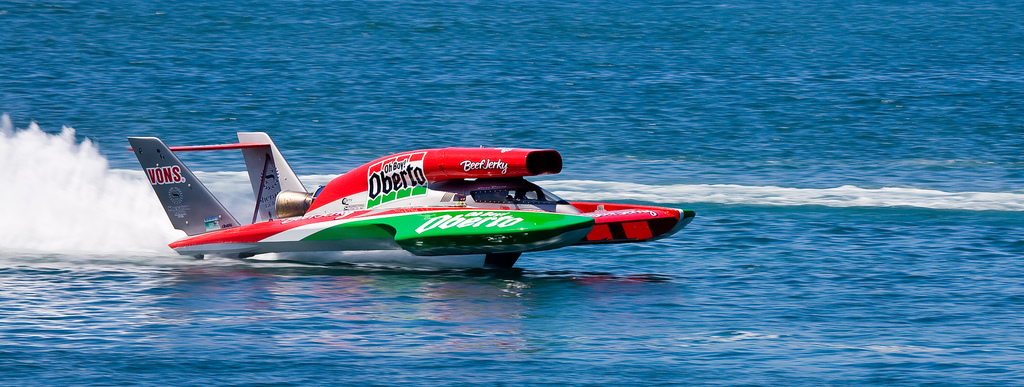
Um hidroplano.

A carenagem de aerobarcos se assemelha a cascos de pranchas de surf, o que possibilita seu deslocamento planando praticamente na linha d'água. O mesmo pode-se dizer dos barcos mais sofisticados como os hidroplanos.

## Carenagem de ultraleves

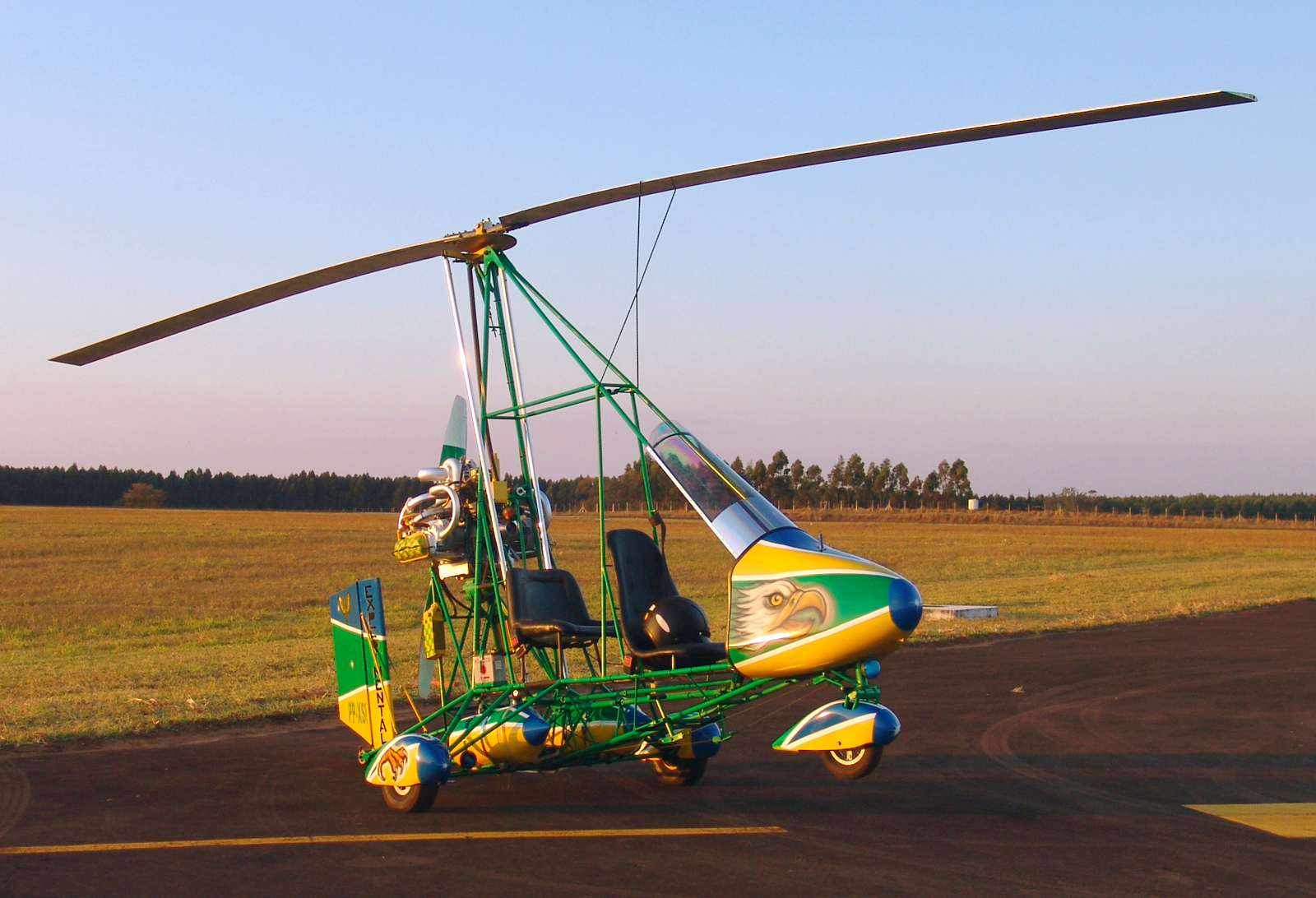
Um autogiro com carenagem.

A carenagem de ultraleves produz efeitos estéticos muito bonitos, mas as propriedades aerodinâmicas da carenagem (ou carenagens) tende a contribuir para melhorar a performance da aeronave. Empregam-se materiais leves na sua confecção, as formas são esguias e sua superfície é polida. O encarenamento visa atenuar o efeito do impacto do vento sobre a aeronave, envolvendo o piloto com um quebra-vento integrado com o nariz, mas outras partes também recebem carenagem: as rodas, o motor e o tanque de combustível. No balanço geral, a carenagem contribui reduzindo o arrasto aerodinâmico, embora agregue pouca força de sustentação à aeronave.
Note que o autogiro da foto, assim como os seus pares, voa sustentado pelo rotor, que gira livremente, com o motor apenas impulsionando a aeronave.

## Carenagem de motos

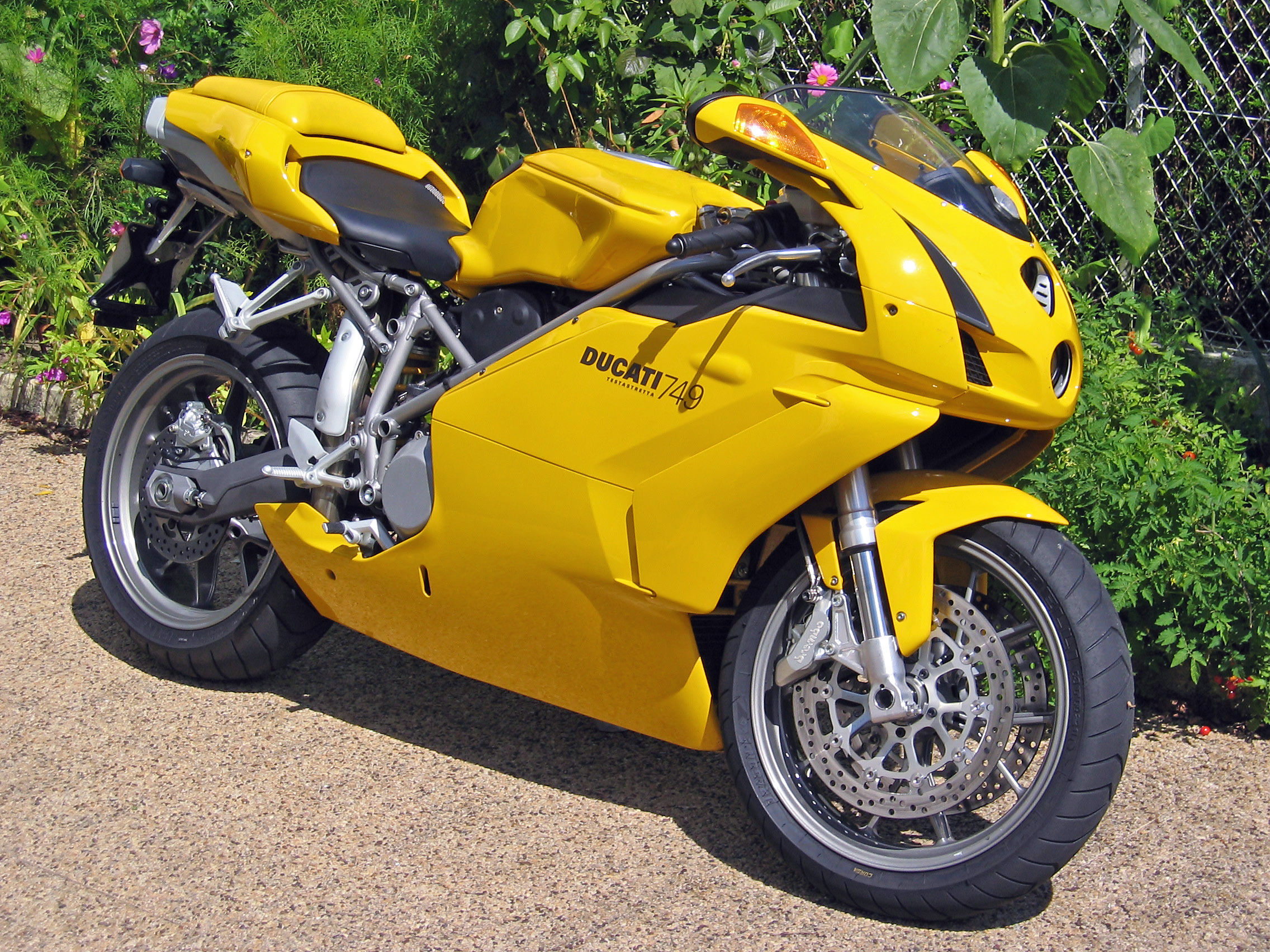
Uma moto carenada.

Carenagem de uma moto é a capa que cobre o motor das motocicletas esportivas, estradeiras ou até mesmo dual purpose de maior cilindrada. São feitas normalmente de plástico, fibra de vidro ou até mesmo de fibra de carbono ou outros materiais mais leves, e tem como principais funções cobrir o motor dando um fluxo certo para o ar dentro (refrigeração do motor) e fora da carenagem e dando um acabamento mais bonito à moto, e também contribuir para diminuir a resistência do vento em altas velocidades, melhorando o conforto do piloto quando as mesmas possuem dimensões maiores ou melhor penetração aerodinâmica quando menores exigindo que o piloto fique deitado sobre o tanque para uma tocada mais rápida e também para se esconder da turbulência do ar.